# Sounds from the Thievery Hi-Fi
Sounds from the Thievery Hi-Fi è l'album discografico di debutto del gruppo musicale statunitense Thievery Corporation, pubblicato nel 1997.

## Tracce
Versione originale
1. "A Warning (Dub)" – 2:14
2. "2001 Spliff Odyssey" – 5:06
3. "Shaolin Satellite" – 6:23
4. "Transcendence" – 4:06
5. "Universal Highness" – 4:21
6. "Incident at Gate 7" (feat. Pam Bricker) – 6:28
7. "Manha" – 3:48
8. "Scene at the Open Air Market" – 2:57
9. "The Glass Bead Game" – 6:11
10. "Encounter in Bahia" – 3:59
11. "The Foundation" – 5:38
12. "Interlude" – 2:22
13. "The Oscillator" – 4:14
14. "Assault on Babylon" (feat. See-I) – 4:25
15. ".38.45 (A Thievery Number)" (feat. See-I) – 5:06
16. "One" – 4:51

Versione Europea pubblicata nel 1998 nel Regno Unito dalla 4AD, in Germania dalla Rough Trade Germany e nel 2002 in Francia dalla Labels.
1. "A Warning (Dub)" – 2:21
2. "2001 Spliff Odyssey" – 7:45
3. "Shaolin Satellite" – 6:26
4. "Vivid" - 4:22
5. "Universal Highness" – 4:25
6. "Incident at Gate 7" – 6:27
7. "Scene at the Open Air Market" – 2:36
8. "The Glass Bead Game" – 6:15
9. "The Foundation" – 5:39
10. "Interlude" – 2:26
11. "The Oscillator" – 4:14
12. "So Vast as the Sky" - 5:02
13. ".38.45 (A Thievery Number)" – 5:11
14. "Walking Through Babylon" – 4:27